# Sniff 'n' the Tears
Sniff 'n' the Tears je britská rocková skupina, známá především díky své písni „Driver's Seat“.

## Diskografie
Studiová alba
- Fickle Heart (1979)
- The Game's Up (1980)
- Love/Action (1981)
- Ride Blue Divide (1982)
- No Damage Done (1992)
- Underground (2002)
- Downstream (2011)